# Charles-Gaspard-Guillaume de Vintimille du Luc
Charles-Gaspard-Guillaume de Vintimille du Luc, vévoda ze Saint-Cloud (15. listopadu 1655 Le Luc – 13. března 1746 Paříž) byl francouzský římskokatolický kněz, biskup v Marseille (1692–1708), arcibiskup v Aix-en-Provence (1708–1729) a arcibiskup pařížský (1729–1746).

## Život
Charles-Gaspard-Guillaume de Vintimille du Luc byl 21. ledna 1692 jmenován biskupem v Marseille, 14. května 1729 arcibiskupem v Aix-en-Provence a 10. května 1729 arcibiskupem v Paříži.